# Jacob Schweppe
Jacob Schweppe (Witzenhausen, 16 maart 1740 – Petit-Saconnex ( Genève), 18 november 1821) was een Duits-Zwitserse horlogemaker, amateur-chemicus en ondernemer. Hij is vooral bekend als de oprichter van het merk Schweppes en als een van de eersten die een praktische methode ontwikkelde om koolzuurhoudend mineraalwater op commerciële schaal te produceren.

## Biografie
Jacob Schweppe werd geboren in 1740 in Duitsland. Hij werkte oorspronkelijk als horlogemaker, een ambacht dat hem een grote technische precisie en aandacht voor detail bijbracht. In de loop van zijn leven ontwikkelde hij een sterke interesse in scheikunde, met name in de gezondheidsbevorderende eigenschappen van mineraalwater.
Geïnspireerd door het werk van de Britse wetenschapper Joseph Priestley, die had ontdekt hoe men water kon verzadigen met koolzuur, begon Schweppe in de jaren 1780 te experimenteren met het carboniseren van water. Hij vond een methode uit om dit proces, op grotere schaal en op consistente wijze uit te voeren.
In 1783 vestigde Schweppe zich in Genève, Zwitserland, waar hij de Schweppes Company oprichtte. Zijn koolzuurhoudend mineraalwater werd aanvankelijk gepromoot als een gezondheidsproduct, dat zogenaamd gunstig zou zijn voor de spijsvertering en algemene vitaliteit.

## Commercieel Succes
In 1790 begon Schweppe zijn product commercieel te verkopen. Zijn drank kreeg snel populariteit, niet alleen in Zwitserland, maar ook daarbuiten. In 1792 verhuisde hij (of althans zijn merk) naar Londen, waar Schweppes internationale faam begon te verwerven.
Het keerpunt kwam in 1831, tien jaar na zijn dood, toen het merk Schweppes het officiële hofleverancier werd van het Britse koningshuis. Dit gaf het bedrijf een aanzienlijke boost in reputatie en verkoop.
Hoewel Schweppe zelf zijn onderneming in een vroege fase verliet, groeide zijn uitvinding uit tot een van de meest iconische frisdrankmerken ter wereld.

## Overlijden en Nalatenschap
Jacob Schweppe overleed in 1821. Hij maakte het wereldwijde succes van zijn uitvinding niet volledig mee, maar zijn naam leeft voort in het merk Schweppes, dat tot op heden bekendstaat om zijn bruisende dranken zoals tonic, ginger ale en soda water.
Zijn bijdrage wordt beschouwd als essentieel in de geschiedenis van frisdranken en industriële voedselproductie.

## Trivia
- Het originele Schweppes-logo bevatte ooit het jaartal 1783, ter ere van het oprichtingsjaar van het bedrijf.
- Schweppes Tonic Water werd later bekend als essentieel ingrediënt in de gin & tonic, een populaire mixdrank die ontstond in het Britse koloniale rijk.

- Gemeinsame Normdatei: 1020227109
- Historisch woordenboek van Zwitserland: 031275
- Virtual International Authority File: 232059572